# Meatballs
Meatballs (br.:Almôndegas / pt.: Almondegas) é um filme canadense de 1979, do gênero comédia, dirigido por Ivan Reitman. É o primeiro filme em que Bill Murray é o protagonista. Houve várias sequências, inclusive sem qualquer conexão com o original como Meatballs III: Summer Job. O filme foi realizado no Camp White Pine e outros locais nas proximidades de Haliburton, Ontário (Canadá).

## Elenco
- Bill Murray...Tripper Harrison
- Chris Makepeace...Rudy "O coelho" Gerner
- Kate Lynch...Roxanne
- Harvey Atkin...Morty Melnick
- Russ Banham...Crockett
- Sarah Torgov...Candace
- Jack Blum..."Spaz"
- Keith Knight...Larry "Fink" Finkelstein
- Matt Craven..."Hardware" Renzetti
- Margot Pinvidic...Jackie
- Todd Hoffman..."Wheels"
- Kristine DeBell...A.L.
- Cindy Girling...Wendy
- Elmars Sebrins...pai de Spaz

## Sinopse
O filme se passa num acampamento de verão infanto-juvenil canadense chamado North Star. O gerente é o distraído Morty Melnick (a quem todos chamam de "Micky", numa provável alusão ao primeiro nome dado por Walt Disney ao Mickey Mouse) mas toda a equipe de monitores segue a liderança "politicamente incorreta" do anárquico Tripper Harrison.
Dentre os frequentadores novatos está o adolescente rico Rudy Gerner, solitário e tímido a quem Tripper resolve ajudar tornando-se seu melhor amigo no acampamento. Tripper faz com que Rudy o acompanhe em suas corridas matinais e o rapaz logo fica em excelente forma física. Além da amizade com Rudy, Tripper tenta namorar com a monitora Roxanne e se diverte durante as madrugadas carregando a cama de Morty com ele dormindo em cima, largando-a com a ajuda dos outros monitores em algum lugar do acampamento, como o meio do lago ou o alto das árvores.
Os monitores comandam as atividades no acampamento, geralmente incentivando a competição entre as diferentes turmas. O climax do filme se dá com os Jogos Olímpicos no qual os participantes são os vários acampamentos. O principal rival de North Star é o acampamento Mohawk, que escapa dos golpes sujos armados pela turma de Tripper e também faz as suas trapaças. A competição decisiva é uma corrida pela floresta e Tripper indica o relutante Rudy para ser o atleta do North Star.

## Música
As músicas instrumentais são de Elmer Bernstein. Dentre os colaboradores da trilha sonora estão  Mary MacGregor que canta "Good Friend", David Naughton com "Makin' It" e Rick Dees and His Cast of Idiots com a canção-tema "Meatballs".

## Discografia

### Compactos
- Makin' It (de David Naughton) (Billboard #5, Cashbox #5) / Still Makin' It (instrumental de A-side) -- RSO 916—1979
- Good Friend (de Mary MacGregor) (Billboard #39, Cashbox #44) / Rudy and Tripper (diálogo do filme) -- RSO 938—1979

### Álbum
Meatballs RSO 1-3056 (Billboard #170, agosto de 1979)
Lado um
1. "Are You Ready for the Summer" – North Star Camp Kids Chorus
2. "Rudy and Tripper" (instrumental)
3. "Makin' It" – David Naughton
4. "Moondust" – Terry Black
5. "C.I.T. Song" – Elenco original

Lado dois
1. "Good Friend" – Mary MacGregor
2. "Olympiad" (instrumental)
3. "Meatballs" – Rick Dees
4. "Rudy Wins the Race" (instrumental)
5. "Moondust (Reprise)" – Terry Black
6. "Are You Ready for the Summer (Reprise)" – North Star Camp Kids Chorus

## Produção
- Durante as filmagens no verão de 1978, o Camp White Pine usado nas locações continuou com seu trabalho normal, o que resultou em que muitos frequentadores e monitores reais aparecessem nas cenas como figurantes ou mesmo coadjuvantes.
- Bill Murray assumiu o compromisso com as filmagens no último momento, devido a sua participação no programa Saturday Night Live. As roupas que usa na abertura, uma camisa havaiana e calças curtas vermelhas são vestimentas próprias que ele trouxera para o set.
- Harold Ramis disse que o diretor Reitman não sabia ao certo se poderia contar com Murray antes dele aparecer para o primeiro dia de filmagens.[2]

## Sequências
Meatballs foi seguido de três sequências: Meatballs Part II, Meatballs III: Summer Job e Meatballs 4.

## Remake
Uma refilmagem foi cogitada pela Lionsgate, com John Whitesell como diretor e roteiro de  Sean Anders e John Morris.